# Tess Ledeux
Tess Ledeux (* 23. November 2001 in Bourg-Saint-Maurice) ist eine französische Freestyle-Skierin. Sie startet in der Disziplin Slopestyle.

## Werdegang
Ledeux nimmt seit 2014 an Wettbewerben teil. Dabei erreichte sie im März 2014 mit dem dritten Platz bei der SFR Tour in Vars ihre erste Podestplatzierung. In der Saison 2015/16 siegte sie bei den Swiss Freeski Open in Glacier 3000 und bei der SFR Freestyle Tour in Vars. In La Clusaz wurde sie Dritte. Im Januar 2017 debütierte sie in Font Romeu im Freestyle-Skiing-Weltcup. Dabei holte sie ihren ersten Weltcupsieg. Bei den Winter-X-Games 2017 in Aspen und den X-Games Norway 2017 in Hafjell gewann sie jeweils die Silbermedaille im Slopestyle. Im März 2017 holte sie bei den Freestyle-Skiing-Weltmeisterschaften in Sierra Nevada die Goldmedaille im Slopestyle. In der Saison 2017/18 siegte sie im Slopestyle in Font Romeu und in Silvaplana und errang damit den 28. Platz im Gesamtweltcup und den vierten Platz im Slopestyle-Weltcup. Bei den Winter-X-Games 2018 gewann sie die Bronzemedaille im Big Air und errang zudem den achten Platz im Slopestyle. Im Februar 2018 kam sie bei den Olympischen Winterspielen in Pyeongchang auf den 15. Platz im Slopestyle. Im folgenden Monat wurde sie französische Meisterin im Slopestyle und im Big Air. In der folgenden Saison gewann sie bei den X-Games Norway und bei den Weltmeisterschaften 2019 in Park City die Goldmedaille im Big Air. Im Januar 2020 holte sie in Font Romeu ihren vierten Weltcupsieg und bei den Winter-X-Games 2020 die Goldmedaille im Big Air.
In der Saison 2020/21 gewann Ledeux den Slopestyle sowie den Park & Pipe-Weltcup und belegte im Big-Air-Weltcup den zweiten Platz. Bei den Weltmeisterschaften 2021 wurde sie Siebte im Big Air und Vierte im Slopestyle. Zum Saisonende siegte sie bei den französischen Meisterschaften im Big Air. In der folgenden Saison triumphierte sie dreimal im Weltcup und gewann damit den Big-Air-Weltcup. Im Slopestyle sowie im Park & Pipe-Weltcup errang sie den dritten Platz. Bei den Winter-X-Games 2022 holte sie jeweils de Goldmedaille im Slopestyle sowie im Big Air und bei den Olympischen Winterspielen 2022 in Peking die Silbermedaille im Big Air. Zudem wurde sie dort Siebte im Slopestyle.

## Privates
Ledeux ist die Cousine des Freestyle-Skiers Kévin Rolland.

## Erfolge

### Olympische Spiele
- Pyeongchang 2018: 15. Slopestyle
- Peking 2022: 2. Big Air, 7. Slopestyle

### Weltmeisterschaften
- Sierra Nevada 2017: 1. Slopestyle
- Park City 2019: 1. Big Air
- Aspen 2021: 4. Slopestyle, 7. Big Air
- Bakuriani 2023: 1. Big Air, 12. Slopestyle

### Weltcupsiege
Ledeux errang bisher 23 Podestplätze im Weltcup, davon 16 Siege:
| Datum             | Ort             | Land                | Disziplin  |
| ----------------- | --------------- | ------------------- | ---------- |
| 14. Januar 2017   | Font Romeu      | Frankreich          | Slopestyle |
| 23. Dezember 2017 | Font Romeu      | Frankreich          | Slopestyle |
| 3. März 2018      | Silvaplana      | Schweiz             | Slopestyle |
| 11. Januar 2020   | Font Romeu      | Frankreich          | Slopestyle |
| 21. November 2020 | Stubai          | Österreich          | Slopestyle |
| 20. März 2021     | Aspen           | Vereinigte Staaten  | Slopestyle |
| 27. März 2021     | Silvaplana      | Schweiz             | Slopestyle |
| 22. Oktober 2021  | Chur            | Schweiz             | Big Air    |
| 16. Januar 2022   | Font Romeu      | Frankreich          | Slopestyle |
| 21. Oktober 2022  | Chur            | Schweiz             | Big Air    |
| 25. März 2023     | Silvaplana      | Schweiz             | Slopestyle |
| 16. Dezember 2023 | Copper Mountain | Vereinigte Staaten  | Big Air    |
| 16. März 2024     | Tignes          | Frankreich          | Slopestyle |
| 24. März 2024     | Silvaplana      | Schweiz             | Slopestyle |
| 23. November 2024 | Stubai          | Österreich          | Slopestyle |
| 1. Dezember 2024  | Peking          | Volksrepublik China | Big Air    |

### Weltcupwertungen
| Saison  | Gesamt | Gesamt | Park & Pipe | Park & Pipe | Slopestyle | Slopestyle | Big Air | Big Air |
| Saison  | Platz  | Punkte | Platz       | Punkte      | Platz      | Punkte     | Platz   | Punkte  |
| ------- | ------ | ------ | ----------- | ----------- | ---------- | ---------- | ------- | ------- |
| 2016/17 | 30.    | 33,2   | -           | -           | 7.         | 166        | 15.     | 40      |
| 2017/18 | 28.    | 33,71  | -           | -           | 4.         | 236        | -       | -       |
| 2018/19 | 51.    | 23,6   | -           | -           | 9.         | 118        | -       | -       |
| 2019/20 | 68.    | 20     | -           | -           | 12.        | 100        | -       | -       |
| 2020/21 | -      | -      | 1.          | 380         | 1.         | 300        | 2.      | 80      |
| 2021/22 | -      | -      | 3.          | 364         | 3.         | 184        | 1       | 180     |
| 2022/23 | -      | -      | 2.          | 345         | 3.         | 205        | 1       | 140     |
| 2023/24 | -      | -      | 3.          | 496         | 2.         | 316        | 2.      | 248     |

### Winter-X-Games
- Winter-X-Games 2017: 2. Slopestyle
- X-Games Norway 2017: 2. Slopestyle
- Winter-X-Games 2018: 3. Big Air, 8. Slopestyle
- Winter-X-Games 2019: 4. Big Air, 7. Slopestyle
- X-Games Norway 2019: 1. Big Air
- Winter-X-Games 2020: 1. Big Air, 8. Slopestyle
- Winter-X-Games 2022: 1. Big Air, 1. Slopestyle
- Winter-X-Games 2023: 2. Big Air, 6. Slopestyle
- Winter-X-Games 2024: 1. Big Air, 1. Slopestyle

### Weitere Erfolge
- französischer Meistertitel: Slopestyle (2018, 2019), Big Air (2019, 2020, 2021)